# You Should Be Dancing
Singles de Bee Gees
Fanny (Be Tender with My Love)
(1975) Love So Right / You Stepped into My Life
(1976)
You Should Be Dancing est une chanson du groupe Bee Gees, parue sur l'album Children of the World, en 1976. Sortie en juin 1976, elle est le premier extrait de l'album à être paru en single et rencontre un énorme succès dans les charts américains et canadiens, où elle se classe à la première place. C'est la chanson qui a lancé les Bee Gees dans le genre disco. C'est également le seul titre du groupe à être classé en tête du classement disco américain.
La chanson figure également dans la bande originale du film La Fièvre du samedi soir, sorti un an plus tard.

## Personnel
Selon le livret inclut avec l'album :
- Barry Gibb – chant, guitare
- Robin Gibb – chant
- Maurice Gibb – chant, basse
- Andy Gibb - chœurs
- Alan Kendall – guitare
- Blue Weaver – claviers, synthétiseur
- Dennis Bryon – batterie

## Classements
| Classement (1976)                       | Meilleure position |
| --------------------------------------- | ------------------ |
| Allemagne de l'Ouest (Media Control)    | 16                 |
| Australie (Kent Music Report)           | 19                 |
| Belgique (Flandre Ultratop 50 Singles)  | 20                 |
| Belgique (Wallonie Ultratop 50 Singles) | 13                 |
| Brésil                                  | 2                  |
| Canada (RPM Adult Contemporary)         | 9                  |
| Canada (RPM Top Singles)                | 1                  |
| Danemark (Tracklisten)                  | 13                 |
| Espagne (AFYVE)                         | 15                 |
| États-Unis (Hot 100)                    | 1                  |
| États-Unis (Adult Contemporary)         | 25                 |
| États-Unis (Disco Action)               | 1                  |
| États-Unis (Hot Soul Singles)           | 1                  |
| France (SNEP)                           | 13                 |
| France (IFOP)                           | 24                 |
| Irlande (Irish Singles Chart)           | 4                  |
| Italie (FIMI)                           | 5                  |
| Norvège (VG-lista)                      | 11                 |
| Nouvelle-Zélande (RMNZ)                 | 10                 |
| Pays-Bas (Nederlandse Top 40)           | 17                 |
| Pays-Bas (Single Top 100)               | 15                 |
| Royaume-Uni (UK Singles Chart)          | 5                  |
| Suède (Sverigetopplistan)               | 8                  |

| Classement (2012) | Meilleure position |
| ----------------- | ------------------ |
| France (SNEP)     | 143                |